# La muñeca (novela de 1890)
La Muñeca  (en polaco: Lalka) es una novela del escritor polaco Bolesław Prus (nombre real Aleksander Głowacki) publicada en episodios en el periódico „Mensajero Diario” (en polaco Kurier Codzienny) en 1890 en Varsovia.

## Título
Al principio el autor pensaba titular la novela Tres generaciones  haciendo referencia a las tres generaciones representadas por: Rzecki (generación de idealistas antiguos), Wokulski (generación transitiva) i Ochocki (generación de idealistas nuevos). Prus afirmó que el título La Muñeca fue todo un azar que se refería solamente al juguete de Helunia Stawska y también al artículo leído en el periódico sobre el proceso civil por el robo de un juguete. Dicho artículo se convirtió en su fuente de inspiración tanto para el argumento como para el título que, como el autor destacaba muchas veces, no se vincula con Izabela Łęcka.

## El argumento
La acción se desarrolla principalmente en Varsovia (en ocasiones en París y en un pueblo polaco Zasław) entre los años 1878 y 1879 (aproximadamente un año y medio de duración).
La Muñeca tiene varios hilos: 
- El amor entre Wokulski e Izabela - el hilo principal
- La historia de Rzecki
- El hilo de los barones Krzeszowscy
- La vida de Helena Stawska
- La historia de Ochocki

### Tomo I
Un adinerado comerciante varsoviano Stanislaw Wokulski se enamora de una aristócrata Izabela Łęcka cuya familia perdió todo su patrimonio. Para seducirla decide multiplicar su fortuna abasteciendo el ejército ruso de provisiones para la guerra con Turquía. Tras regresar a Varsovia empieza a colaborar con Tomasz Łęcki, padre de Izabela. Wokulski invierte mucho esfuerzo en conquistarla, por ejemplo donando dinero para los eventos caritativos organizados por ella, pero a ella no le parece sincero. Para poder ver a Izabela con frecuencia se deshace por complacer a los aristócratas concediéndoles préstamos. Además para poder asistir a las carreras de caballos compra una yegua y en uno de estos eventos encuentra al barón Krzeszowski quien ofende a su querida Izabela. Wokulski se aprovecha de la situación y lo reta a un duelo y en consecuencia le inflige daño al barón. 
Unas semanas después Tomasz Łęcki invita a Wokulski a cenar. Su hija Izabela se comporta de manera muy agradable y hasta le propone a Wokulski que viajen juntos a Paris. Hablan también de Rossi, un artista italiano adorado por Izabela cuyo espectáculo en Polonia no fue recibido con entusiasmo. En este momento a Wokulski se le ocurre una idea de pagar la claque  para tributarle una ovación a Rossi. Al mismo tiempo las circunstancias obligan a Tomasz Łęcki a vender su inmueble, que Stanisław Wokulski adquiere por un precio sobrestimado mediante un testaferro judío. Le pide a su amigo Rzecki que visite la propiedad. Ignacy se presenta a los inquilinos, entre los cuales se encuentra Helena Stawska, una joven bella, abandonada por su marido. Rzecki considera emparejarla con Wokulski. Una escena de coqueteo entre Izabela y su primo Starski presenciada por Stanisław le provoca a tomar la decisión de irse a Paris.

### Tomo II
La acción se traslada a Paris donde Stanisław Wokulski hace negocios con su amigo ruso Suzin. En su apartamento recibe a sus clientes, entre otros al profesor Geist, un inventor subestimado a quien le propone elaborar un metal más ligero que el aire. Vacila entre quedarse en Paris y volver a Polonia, pero cuando se entera de los sentimientos de Izabela hacia él enseguida regresa a su país. Viene a Zasław donde pasa las vacaciones la flor y nata de la sociedad, a la cual pertenece también Izabela Łęcka, y cuando llega ella, Stanisław le declara su amor. Ella le da señales de que siente lo mismo y gracias a esto trata a Wokulski como su futuro marido, pero dentro de poco se marcha. Rzecki incita a Wokulski para que visite a Stawska que se enamora de él, pero ella no piensa en seducirlo porque es consciente de que Stanisław está loco por Izabela. Para garantizarse una vida digna Izabela se aviene al matrimonio, pero obliga a Wokulski a dejar sus negocios y a comprar una finca, él consiente. Stanisław regala a su novia una muestra del metal valioso elaborado por el profesor Geist, engastada en un medallón. Unos días después los novios van a Cracovia, durante el viaje en tren Izabela conversa en inglés con su primo Starski y le confiesa que ha perdido el medallón. Lo hace en presencia de su novio porque no se percata de que él habla este idioma. Wokulski, desesperado sale del vagón e intenta suicidarse, pero lo salva Wysocki, el guardabarrera a quien Stanisław había ayudado en el pasado. Stanisław regresa a Varsovia y se encierra en su piso hasta que, después de una conversación con su amigo Ignacy Rzecki, desaparece repentinamente. Sus amigos intentan buscarlo y después de algún tiempo se enteran de que ha sido visto en Zasław. Durante su ausencia fallece Rzecki, los judíos interceptan sus negocios e Izabela huye con el objetivo de entrar en un convento.

### El diario del dependiente mayor
Tanto en el primer, como en el segundo tomo, hay capítulos extraídos de El diario del dependiente mayor escrito por Ignacy Rzecki a escondidas. Allí describe lo que no le puede contar a nadie. Los recuerdos de su juventud, la amistad con el suicida Katz y las perplejidades de Stanisław constituyen los hilos principales de este diario. Aparecen también algunos comentarios subjetivos sobre la situación política. 

## Personajes

### Stanisław Wokulski
Es uno de los personajes principales de la novela. Es un hombre de 45 años con una biografía compuesta exclusivamente de acontecimientos extraordinarios. Como un dependiente joven soñaba en conseguir una educación lo que era casi imposible para los de su clase. Luego decide participar en el Levantamiento de Enero, que lo obliga a salir al exilio donde se entusiasma por la ciencia habiendo conocido a numerosos científicos.
Por la situación económica muy espinosa contrae el matrimonio de conveniencia que le asegure una independencia financiera. Es un propietario de la tienda de mercería  en Varsovia. Su espíritu emprendedor y las buenas relaciones con la gente le permiten triplicar su patrimonio. Nunca ha rechazado ayuda a los en apuros. Luego se vuelve obsesionado con Izabela.
Su personalidad es muy compleja: por un lado es un hombre sencillo, pero por otro lado es un  individuo sobresaliente que alcanza éxitos en casi todos los campos de la vida. También sus sentimientos son paradójicamente contradictorios: ama como un romántico, pero a la vez escrupulosamente elabora unas estrategias para conquistar a Izabela. Como una consecuencia del amor infeliz se marcha a París. Por ella también trata de suicidarse y se sumerge en la apatía. Su historia se termina en la desaparición inesperada. Algunos creen que Stanisław se ha suicidado en las ruinas del castillo en Zasław. Otros suponen que ha vuelto a Paris y allí ha empezado a cooperar con Geist. Hay también algunos que están convencidos de que haya comenzado su vida  de nuevo. 

### Izabela Łęcka
Proviene de una familia aristocrática al borde de quiebra. Es increíblemente hermosa. Criada de la manera típica para las familias aristocráticas, su realidad se compone de fiestas y reuniones sociales. Siempre está rodeada por numerosos adoradores en espera de un dote considerable. Debido a la situación económica su padre le aconseja contraer el matrimonio con un hombre que le asegure la vida prospera y su candidato es Stanisław Wokulski. Al principio a Izabela no le parece una buena idea. Le da asco la perspectiva de ser la mujer de un comerciante. Puede flirtear y coquetear a los hombres pero no es capaz de mostrar sentimientos hacia ellos. En definitiva, forzada por las circunstancias financieras y bajo la presión de su padre, se promete con Wokulski. Izabela se considera una de las femme fatale más emblemáticas de la literatura polaca. Uno de sus vicios principales es que no se percata de los daños infligidos a los demás y a sí misma. 

### Ignacy Rzecki
Proviene de la clase baja. Sus valores patrióticos lo llevaron a participar en la revolución húngara de 1848. Bonapartista apasionado convencido de que pronto llegará una guerra que brindará la independencia al país. 
Se considera a sí mismo un hombre mayor, pero solo tiene unos cincuenta años. Trabaja como dependiente en la tienda de Mincel y luego en la de Wokulski. Se lleva bien con sus empleadores. Es muy modesto y se dedica a su trabajo con esmero, pero no sabe manejarse bien en la vida. Después de la venta del negocio por Wokulski se retira al segundo plano. Muere en una escena emblemática, es decir, en su puesto de trabajo que amaba sinceramente. Es un viejo idealista que no se ajusta a la realidad que lo rodea. Gracias a El diario de dependiente mayor se convierte en el segundo narrador del primer plano.

### Julian Ochocki
Por primera vez aparece en la iglesia ayudando a Izabela, su prima, a organizar eventos caritativos. Es un soltero de casi treinta años, amargado, inmaduro y rebelde, pero a la vez desprende gracia y encanto. Personifica los cambios culturales que ocurrían  en sus tiempos, sobre todo el cambio generacional de los años ochenta del siglo XIX. Está convencido de su propia superioridad. Su campo de investigación no es el arte, sino las ciencias. Está obsesionado con construir una máquina volante. Admite ser desesperado, lleno de nostalgia y decepcionado por las limitaciones, le falta la sensación de seguridad. Por otro lado, sabe expresar entusiasmo, por ejemplo cuando se entera de que Wokulski volaba en un globo. Desprecia a su propia clase social: la aristocracia. Su vida está  llena de incoherencias y balancea entre la apatía y la tensión emocional. 

## Composición de la novela
La Muñeca tiene muchas características de la novela realista, sobre todo la vida de los personajes transcurre en un espacio y un tiempo determinado. Se mencionan personas y acontecimientos auténticos. También la descripción de Varsovia es muy precisa y puede servir de guía puesto que refleja los detalles topográficos de la ciudad y las costumbres de sus habitantes. Puesto que el narrador no es el único creador del mundo ficticio de la novela, sino que lo forman también las opiniones subjetivas de algunos personajes, la obra rompe con las reglas generales de la novela realista. Por eso algunos la calificaban como caótica y desordenada. 
Las descripciones minuciosas de la psique, los sueños y las alucinaciones permiten considerar La Muñeca precursora de la novela psicológica. 

## La sociedad

### Aristocracia y nobleza
Los personajes de Izabela Łęcka, su padre Tomasz, Julian Ochocki, los barones Krzeszowscy, Starski y otros que visitan Zasław, representan en la novela la aristocracia, que al igual que la nobleza ya no desempeña ninguna función social. Solo muestran su soberbia hacia otras clases sociales y cultivan costumbres antiguos llevando una vida lujosa.

### Burguesía
En la novela solo se la compara con la nobleza y aristocracia. 

#### Polacos
Representados por caracteres secundarios y se les atribuyen los rasgos negativos. Pasan el tiempo rajando de los que han logrado éxito como Wokulski, especialmente en bares bebiendo alcohol. Aspiran al estatus de los aristócratas, pero no hacen nada para conseguirlo. 

#### Judíos
En la novela los judíos están representados por comerciantes Szlangbaum y el doctor Szuman. Se les retrata como una nación extremadamente emprendedora, activa y en vías de desarrollo. Le interesan las cuestiones polacas, por ejemplo participan en el Levantamiento de Enero. Su representante emblemático en la obra es Michał Szuman, médico y amigo de Wokulski que tanto crítica que elogia la comunidad judío-polaca. Describiendo la situación de los judíos en Polonia Bolesław Prus subrayaba la falta de tolerancia - el supuesto lema del positivismo.

#### Alemanes
Los personajes están creados según un estereotipo omnipresente, es decir se los percibe como detallistas y tacaños. Les falta creatividad, demuestran impermeabilidad a los sentimientos e incapacidad de hablar polaco.

## Motivos en la novela

### Motivos románticos
Prus introdujo en la novela algunos motivos románticos. La persona más emblemática de esta época es Rzecki quien cree  en los individuos sobresalientes y en la justicia universal. Siendo un conspirador, un soldado que lucha por la libertad y un emigrante representa una síntesis del romanticismo. Además es un amante platónico que adora de distancia a Stawska. Dichos motivos románticos han sido ajustados a la psique y la vida cotidiana de un hombre promedio.
Otro personaje romántico de la novela es Wokulski. Con esta época lo relacionan: su actitud hacia la vida  basada en un conflicto profundo con la sociedad, el deseo del cambio y de mejorar  la realidad, la lucha entre su individualismo y el sentido de comunidad. Sin embargo, lo más destacado es su amor por Izabela, una mujer inalcanzable de la clase alta, además de unas visiones y deslumbramientos que le ocurren a Stanisław.
Otro ejemplo  de un amor infeliz, lleno de  elementos típicos de la época (la melancolía, el culto de los recuerdos y la creencia en la unificación de las almas después de la muerte) es la relación entre Zasławska y el tío de Wokulski.

### Religión
Los motivos religiosos en La Muñeca no están relacionados con la Iglesia: en la novela no se describen ceremonias religiosas (las escenas en la iglesia siempre discurren antes o después de la misa), tampoco aparece ningún cura. Esto es motivado por el hecho de que la generación de positivistas se caracteriza por su crisis de fe en la Iglesia Católica y su búsqueda de los valores religiosos fuera de ella. En la novela de Prus los motivos religiosos sirven paracomparar la actitud de la gente pobre y simple con la de la élite de la sociedad.
Prus demuestra la escasez de la vida espiritual de la aristocracia. Los personajes rezan por  bienes y piden riqueza a Dios. El rezo y las prácticas religiosas les sirven también como un pretexto para organizar  reuniones sociales y hacer negocios. 
En la novela los que rezan sinceramente son aquellos de la clase baja. 
El personaje principal, Wokulski, no es una persona religiosa y el autor nunca lo presenta rezando. Tiene una actitud escéptica hacia la religión.
Los investigadores ponen de relieve  las meditaciones internas de Wokulski que se parecen al rezo.Sostienen que esa lucha de conciencia indica que Stanisław tiene una vida religiosa secreta.